# Anna Barbara Reinhart
Anna Barbara Reinhart (também Barbara Reinhart; Winterthur, 12 de julho de 1730 – Winterthur, 5 de janeiro de 1796) foi uma matemática suíça.

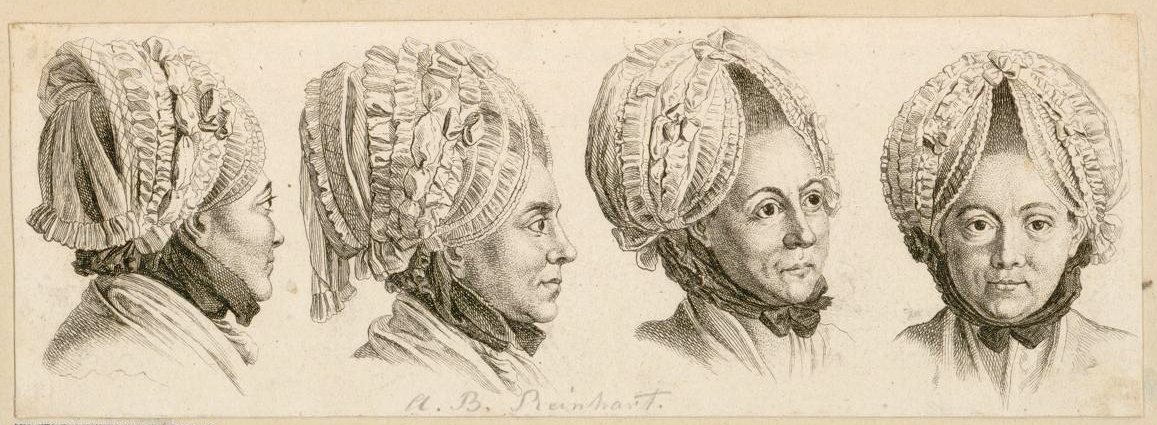
Quatro visualizações de Reinhart, autor desconhecido

## Vida
Anna Barbara nasceu em 1730, terceiro filho e primeira filha do conselheiro Salomon Reinhart (1693-1761) e Anna Steiner. Sua infância foi ofuscada por um acidente, quando ela caiu do cavalo em uma festa de casamento. O médico assistente Johann Heinrich Hegner descobriu seu talento matemático e depois deu-lhe aulas de matemática. Ela aprendeu latim e francês e estudou independentemente obras de Leonhard Euler, Gabriel Cramer, Pieter van Musschenbroek, Jérôme Lalande e Isaac Newton. Reinhart se correspondeu e recebeu visitas de muitos estudiosos conhecidos de seu tempo. Ela também deu aulas de matemática, constando entre seus alunos Ulrich Hegner, filho de Johann Heinrich Hegner e que foi mais tarde escritor, e Heinrich Bosshard von Rümikon, um conhecido pregador leigo.
Ela não publicou nenhuma obra própria, mas escreveu extensas notas manuscritas sobre as obras que leu. Em uma carta a Christoph Jezler datada de 8 de abril de 1767, Reinhart escreveu:
Não creio que, quando eu morrer, meus amigos vão queimar esses manuscritos em minha memória para colocar suas cinzas na minha. Em vez disso, [eu] acho que o Sr. Dr. Hegner o manteria em memória de nossa amizade e do fato de que eu estive aqui uma vez.Original (em alemão): Ich denke nicht, dass meine Freunde dise manuscripts bey meinem Absterben etwan meinem Gedächtniß zu Ehren verbrennen werden, um ihre Asche der meinen beyzusetzen. Vielmehr denke [ich] Hr. Dr. Hegner würde sie zu einem Angedenken unsrer Freundschaft, und daß auch ich einmahl hier gewesen, aufbehalten.  (em alemão)
Essa esperança não foi cumprida; Reinhart sobreviveu a Hegner e Jezler, e seus manuscritos foram perdidos. Foi considerado que eles serviram como papel de embrulho após sua morte.
Barbara Reinhart morreu em 1796, aos 65 anos de idade, devido aos efeitos da gota e ao acidente na infância, do qual ela nunca conseguiu se recuperar totalmente.

## Recepção
Reinhart é e foi considerada por grandes matemáticos como uma das mais importantes matemáticas do século XVIII: por exemplo, por Johann II Bernoulli, que a colocou acima de Émilie du Châtelet, e também por Daniel Bernoulli, que elogiou seu aprimoramento e generalização da solução do problema da perseguição de Pierre Louis Moreau de Maupertuis. Em 2003 uma rua foi batizada em sua homenagem em Sulzer-Areal em sua cidade natal Winterthur.